# Syndrome de Wobbler
 (juin 2025).
Si vous disposez d'ouvrages ou d'articles de référence ou si vous connaissez des sites web de qualité traitant du thème abordé ici, merci de compléter l'article en donnant les références utiles à sa vérifiabilité et en les liant à la section « Notes et références ».
 (juin 2025).
Syndrome Wobbler est le terme le plus souvent utilisé pour désigner des spondylomyélopathies cervicales chez les chiens et les chevaux. Ce terme est très vaste et sert à décrire une compression de la mœlle cervicale ou des racines nerveuses ou des deux, entraînant des degrés variables de déficits neurologiques et de douleur.
Le syndrome de Wobbler chez le chien se caractérise par des malformations des vertèbres cervicales caudales et des anomalies de leurs articulations entrainant un phénomène dégénératif à l’origine d’une myélopathie compressive dynamique chronique.
Le nom de ce syndrome vient de l’anglais « to wobble » qui signifie « vaciller, chanceler ».

## Signes cliniques
Les signes cliniques sont la conséquence d’une compression et de la dégénérescence de la moelle épinière. Ils se caractérisent par une douleur cervicale (inconstante), des anomalies de la démarche (ataxie avec une démarche chaloupée, parésie), … parfois plus marquées sur les membres postérieurs. Initialement avec une démarche hachée sur les antérieurs avant que ceux ci aussi apparaissent ataxiques et parétiques. Les signes cliniques apparaissent généralement après plusieurs années de vie et sont évolutifs sur plusieurs mois (sauf traumatisme). 
Les chiens de grandes races et de races géantes présentent une prédisposition comme : Boerboel, Dobermann, Dogue allemand (malformation facettaire et compression médullaire dorsale), etc.
On trouve également ce syndrome chez les chevaux.